# Liste der Lieder von Axel Rudi Pell
Die Liste der Lieder von Axel Rudi Pell enthält alle von dem deutschen Gitarristen veröffentlichten Titel. Enthalten sind auch die Songs von seiner Band Steeler sowie seine Gastauftritte. Nicht aufgenommen wurden Solos, die er nicht gespielt hat.

## Als Axel Rudi Pell
| Titel                                                        | Album                                                                          | Jahr | Gesang                       | Autor / Autoren                 | Anmerkungen                                                                         |
| ------------------------------------------------------------ | ------------------------------------------------------------------------------ | ---- | ---------------------------- | ------------------------------- | ----------------------------------------------------------------------------------- |
| Ain’t Gonna Win                                              | Tales of the Crown                                                             | 2008 | Johnny Gioeli                | Axel Rudi Pell                  |                                                                                     |
| All the Rest of My Life                                      | Shadow Zone                                                                    | 2002 | Johnny Gioeli                | Axel Rudi Pell                  |                                                                                     |
| Angel Eyes                                                   | Tales of the Crown                                                             | 2008 | Johnny Gioeli                | Axel Rudi Pell                  |                                                                                     |
| Aqua Solution                                                | Black Moon Pyramid                                                             | 1996 | Instrumental                 | Axel Rudi Pell                  |                                                                                     |
| Aquarius Dance                                               | Black Moon Pyramid                                                             | 1996 | Jeff Scott Soto              | Axel Rudi Pell, Jeff Scott Soto |                                                                                     |
| As Blind as a Fool Can Be                                    | Sign of the Times                                                              | 2020 | Johnny Gioeli                | Axel Rudi Pell                  |                                                                                     |
| Ashes from the Oath                                          | Oceans of Time                                                                 | 1998 | Johnny Gioeli                | Axel Rudi Pell                  |                                                                                     |
| Bad Reputation                                               | Sign of the Times                                                              | 2020 | Johnny Gioeli                | Axel Rudi Pell                  |                                                                                     |
| Band Introduction                                            | Knights Live                                                                   | 2002 | Instrumental                 |                                 | Live, Zeche Bochum, 5. Mai 2002                                                     |
| Band Introduction                                            | XXX Anniversary Live                                                           | 2018 | Instrumental                 |                                 | Live „Knights Call Tour“ 0.10+11 2018, Bochum, Budapest, Langen, Leipzig, Memmingen |
| Before I Die                                                 | Circle of the Oath                                                             | 2012 | Johnny Gioeli                | Axel Rudi Pell                  |                                                                                     |
| Before I Die (Live)                                          | Live On Fire - Tour 2012                                                       | 2012 | Johnny Gioeli                | Axel Rudi Pell                  | Live, Köln, Essigfabrik, 18.12.2012                                                 |
| Between the Walls                                            | Between the Walls                                                              | 1994 | Jeff Scott Soto              | Axel Rudi Pell, Jeff Scott Soto |                                                                                     |
| Beyond the Light                                             | Knights Call                                                                   | 2018 | Johnny Gioeli, Pamela Falcon | Axel Rudi Pell                  |                                                                                     |
| Black Moon Pyramid                                           | Black Moon Pyramid                                                             | 1996 | Jeff Scott Soto              | Axel Rudi Pell                  |                                                                                     |
| Breaking The Rules                                           | Game Of Sins                                                                   | 2016 | Johnny Gioeli                | Axel Rudi Pell                  |                                                                                     |
| Bridges to Nowhere                                           | Circle of the Oath                                                             | 2012 | Johnny Gioeli                | Axel Rudi Pell                  |                                                                                     |
| Broken Dreams                                                | The Wizard’s Chosen Few                                                        | 2000 | Johnny Gioeli                | Axel Rudi Pell                  |                                                                                     |
| Broken Heart                                                 | Wild Obsession                                                                 | 1989 | Charlie Huhn                 | Axel Rudi Pell                  |                                                                                     |
| Broken Heart (Demo Version)                                  | The Ballads                                                                    | 1993 | Karl Holthaus                | Axel Rudi Pell                  |                                                                                     |
| Broken Heart (Guitar Version)                                | The Ballads                                                                    | 1993 | Instrumental                 | Axel Rudi Pell                  |                                                                                     |
| Broken Heart (New Version)                                   | The Ballads II                                                                 | 1999 | Johnny Gioeli                | Axel Rudi Pell                  |                                                                                     |
| Buried Alive                                                 | Tales of the Crown                                                             | 2008 | Johnny Gioeli                | Axel Rudi Pell                  |                                                                                     |
| Burning Chains                                               | Into the Storm                                                                 | 2014 | Johnny Gioeli                | Axel Rudi Pell                  |                                                                                     |
| Burning Chains (Live)                                        | Magic Moments - 25th Anniversary Special Show                                  | 2014 | Johnny Gioeli                | Axel Rudi Pell                  | Live „Bang Your Head!!!“ Festival, Balingen Germany, 11.7.2014                      |
| Burning Rain                                                 | The Crest                                                                      | 2010 | Johnny Gioeli                | Axel Rudi Pell                  |                                                                                     |
| Call Her Princess                                            | Wild Obsession                                                                 | 1989 | Charlie Huhn                 | Axel Rudi Pell                  |                                                                                     |
| Call Her Princess (Live)                                     | Made In Germany (Live)                                                         | 1995 | Jeff Scott Soto              | Axel Rudi Pell                  | Live, Zeche Bochum, 5. Februar 1995                                                 |
| Call Her Princess (Live)                                     | The Wizard’s Chosen Few                                                        | 1998 | Johnny Gioeli                | Axel Rudi Pell                  | Live, Soundboard 1998                                                               |
| Call Her Princess (Live)                                     | Knights Live Knight Treasures (Live And More)                                  | 2002 | Johnny Gioeli                | Axel Rudi Pell                  | Live „Zeche“ Bochum, Germany 5.5.2002, CD+DVD                                       |
| Call Her Princess (Live)                                     | Live Over Europe                                                               | 2005 | Johnny Gioeli                | Axel Rudi Pell                  | Live, Graspop Metal Meeting - Belgium 2005, DVD                                     |
| Call Her Princess (Live)                                     | Live Over Europe                                                               | 2005 | Johnny Gioeli                | Axel Rudi Pell                  | Live, Z7 Pratteln - Switzerland 2005, DVD                                           |
| Call Her Princess (Live)                                     | Live Over Europe                                                               | 2007 | Johnny Gioeli                | Axel Rudi Pell                  | „Rock Hard Festival“, Gelsenkirchen Amphitheater, Germany 27.5.2007, DVD            |
| Call Her Princess (Live)                                     | Into The Storm [Deluxe Edition]                                                | 2014 | Johnny Gioeli                | Axel Rudi Pell                  | Live, Erfurt, Germany, 2014                                                         |
| Call of the Wild Dogs                                        | Wild Obsession                                                                 | 1989 | Charlie Huhn                 | Axel Rudi Pell, Charlie Huhn    |                                                                                     |
| Carousel                                                     | Oceans of Time                                                                 | 1998 | Johnny Gioeli                | Axel Rudi Pell                  |                                                                                     |
| Carousel (Live)                                              | Knights Live Knight Treasures (Live And More)                                  | 2002 | Johnny Gioeli                | Axel Rudi Pell                  | Live „Zeche“ Bochum, Germany 5.5.2002, CD+DVD                                       |
| Carousel (Live)                                              | Live Over Europe                                                               | 2008 | Johnny Gioeli                | Axel Rudi Pell                  | DVD                                                                                 |
| Carousel (Live)                                              | Live On Fire - Tour 2012                                                       | 2012 | Johnny Gioeli                | Axel Rudi Pell                  | Live, Köln, Essigfabrik, 18.12.2012                                                 |
| Carousel (Live)                                              | XXX Anniversary Live                                                           | 2018 | Johnny Gioeli                | Axel Rudi Pell                  | Live „Knights Call Tour“ 0.10+11 2018, Bochum, Budapest, Langen, Leipzig, Memmingen |
| Casbah                                                       | Between the Walls                                                              | 1994 | Jeff Scott Soto              | Axel Rudi Pell                  |                                                                                     |
| Casbah (Live)                                                | Made In Germany (Live)                                                         | 1995 | Jeff Scott Soto              | Axel Rudi Pell                  | Live, Zeche Bochum, 5. Februar 1995                                                 |
| Casbah (Live)                                                | Knights Live Knight Treasures (Live And More)                                  | 2002 | Johnny Gioeli                | Axel Rudi Pell                  | Live „Zeche“ Bochum, Germany 5.5.2002, CD+DVD                                       |
| Casbah (Live)                                                | Live Over Europe                                                               | 2007 | Johnny Gioeli                | Axel Rudi Pell                  | Live, Z7 Pratteln - Switzerland 2005, DVD                                           |
| Casbah (Live)                                                | Live Over Europe                                                               | 2007 | Johnny Gioeli                | Axel Rudi Pell                  | „Rock Hard Festival“, Gelsenkirchen Amphitheater, Germany 27.5.2007, DVD            |
| Casbah (Live)                                                | The Crest [Deluxe Edition] One Night Live - Live At Rock Of Ages Festival 2009 | 2009 | Johnny Gioeli                | Axel Rudi Pell                  | Live, Rock Of Ages Festival, 31.7.2009, CD+DVD                                      |
| Casbah (Live)                                                | Live On Fire - Tour 2012                                                       | 2012 | Johnny Gioeli                | Axel Rudi Pell                  | Live, Köln, Essigfabrik, 18.12.2012                                                 |
| Casbah (Live)                                                | Magic Moments - 25th Anniversary Special Show                                  | 2014 | Johnny Gioeli                | Axel Rudi Pell                  | Live „Bang Your Head!!!“ Festival, Balingen Germany, 11.7.2014                      |
| Casbah (Live)                                                | XXX Anniversary Live                                                           | 2018 | Johnny Gioeli                | Axel Rudi Pell                  | Live „Knights Call Tour“ 0.10+11 2018, Bochum, Budapest, Langen, Leipzig, Memmingen |
| Changing Times                                               | Into The Storm                                                                 | 2014 | Johnny Gioeli                | Axel Rudi Pell                  |                                                                                     |
| Circle of the Oath                                           | Circle of the Oath                                                             | 2012 | Johnny Gioeli                | Axel Rudi Pell                  |                                                                                     |
| Circle of the Oath (Live)                                    | Live On Fire - Tour 2012                                                       | 2012 | Johnny Gioeli                | Axel Rudi Pell                  | Live, Köln, Essigfabrik, 18.12.2012                                                 |
| Cold as Ice                                                  | Wild Obsession                                                                 | 1989 | Charlie Huhn                 | Axel Rudi Pell                  |                                                                                     |
| Cold Heaven                                                  | Kings and Queens                                                               | 2004 | Johnny Gioeli                | Axel Rudi Pell                  |                                                                                     |
| Come Back to Me                                              | The Ballads 2                                                                  | 1999 | Johnny Gioeli                | Axel Rudi Pell                  |                                                                                     |
| Coming Home                                                  | Shadow Zone                                                                    | 2002 | Johnny Gioeli                | Axel Rudi Pell                  |                                                                                     |
| Crossfire                                                    | Tales of the Crown                                                             | 2008 | Johnny Gioeli                | Axel Rudi Pell                  |                                                                                     |
| Cry of the Gypsy                                             | Between the Walls                                                              | 1994 | Jeff Scott Soto              | Axel Rudi Pell, Jeff Scott Soto |                                                                                     |
| Cry of the Gypsy (Videoclip)                                 | Knight Treasures (Live And More)                                               | 1994 | Jeff Scott Soto              | Axel Rudi Pell, Jeff Scott Soto | DVD                                                                                 |
| Dark Waves of the Sea (Oceans of Time Part 2: The Dark Side) | The Crest                                                                      | 2010 | Johnny Gioeli                | Axel Rudi Pell                  |                                                                                     |
| Der Schwarze Abt (Intro)                                     | Diamonds Unlocked II                                                           | 2021 | Instrumental                 | Axel Rudi Pell                  |                                                                                     |
| Desert Fire                                                  | Between the Walls                                                              | 1994 | Instrumental                 | Axel Rudi Pell                  |                                                                                     |
| Devil Zone                                                   | The Crest                                                                      | 2010 | Johnny Gioeli                | Axel Rudi Pell                  |                                                                                     |
| Diamonds And Rust                                            | The Ballads VI                                                                 | 2023 | Johnny Gioeli                | Axel Rudi Pell                  |                                                                                     |
| Don’t Say Goodbye                                            | The Ballads 3                                                                  | 2004 | Johnny Gioeli                | Axel Rudi Pell                  |                                                                                     |
| Don’t Trust The - Promised Dreams                            | Wild Obsession                                                                 | 1989 | Charlie Huhn                 | Axel Rudi Pell                  |                                                                                     |
| Down on the Streets                                          | Lost XXIII                                                                     | 2022 | Johnny Gioeli                | Axel Rudi Pell                  |                                                                                     |
| Dreaming Dead                                                | The Crest                                                                      | 2010 | Johnny Gioeli                | Axel Rudi Pell                  |                                                                                     |
| Dreaming Dead (Extended Version)                             | The Crest [Deluxe Edition]                                                     | 2010 | Johnny Gioeli                | Axel Rudi Pell                  |                                                                                     |
| Dreaming Dead (Live)                                         | Live On Fire - Tour 2012                                                       | 2012 | Johnny Gioeli                | Axel Rudi Pell                  | Live, Köln, Essigfabrik, 18.12.2012                                                 |
| Dreams of Passion                                            | Eternal Prisoner                                                               | 1992 | Instrumental                 | Axel Rudi Pell                  |                                                                                     |
| Drum Battle (Live)                                           | Magic Moments - 25th Anniversary Special Show                                  | 2014 | Instrumental                 |                                 | Live „Bang Your Head!!!“ Festival, Balingen Germany, 11.7.2014                      |
| Drum Solo (Live)                                             | Knights Live Knight Treasures (Live And More)                                  | 2002 | Instrumental                 |                                 | Live „Zeche“ Bochum, Germany 5.5.2002, CD+DVD                                       |
| Drum Solo (Live)                                             | Live Over Europe                                                               | 2007 | Instrumental                 |                                 | „Rock Hard Festival“, Gelsenkirchen Amphitheater, Germany 27.5.2007, DVD            |
| Drum Solo (Live)                                             | The Crest [Deluxe Edition] One Night Live - Live At Rock Of Ages Festival 2009 | 2009 | Instrumental                 |                                 | Live, Rock Of Ages Festival, 31.7.2009, CD+DVD                                      |
| Drum Solo (Live)                                             | Live On Fire - Tour 2012                                                       | 2012 | Instrumental                 |                                 | Live, Köln, Essigfabrik, 18.12.2012                                                 |
| Drum Solo (Live)                                             | XXX Anniversary Live                                                           | 2018 | Instrumental                 |                                 | Live „Knights Call Tour“ 0.10+11 2018, Bochum, Budapest, Langen, Leipzig, Memmingen |
| Earls of Black                                               | The Masquerade Ball                                                            | 2000 | Johnny Gioeli                | Axel Rudi Pell                  |                                                                                     |
| Edge of the World                                            | Shadow Zone                                                                    | 2002 | Johnny Gioeli                | Axel Rudi Pell                  |                                                                                     |
| Edge of the World (Live)                                     | Knights Live Knight Treasures (Live And More)                                  | 2002 | Johnny Gioeli                | Axel Rudi Pell                  | Live „Zeche“ Bochum, Germany 5.5.2002, CD+DVD                                       |
| Edge of the World (Live)                                     | XXX Anniversary Live                                                           | 2018 | Johnny Gioeli                | Axel Rudi Pell                  | Live „Knights Call Tour“ 0.10+11 2018, Bochum, Budapest, Langen, Leipzig, Memmingen |
| Emotional Echoes                                             | Tales of the Crown                                                             | 2008 | Instrumental                 | Axel Rudi Pell                  |                                                                                     |
| Eternal Prisoner                                             | Eternal Prisoner                                                               | 1992 | Jeff Scott Soto              | Axel Rudi Pell                  |                                                                                     |
| Eternal Prisoner (Live)                                      | Made In Germany (Live)                                                         | 1995 | Jeff Scott Soto              | Axel Rudi Pell                  | Live, Zeche Bochum, 5. Februar 1995                                                 |
| Eternal Prisoner (Live)                                      | The Crest [Deluxe Edition] One Night Live - Live At Rock Of Ages Festival 2009 | 2009 | Johnny Gioeli                | Axel Rudi Pell                  | Live, Rock Of Ages Festival, 31.7.2009, CD+DVD                                      |
| Eternal Prisoner (Live)                                      | Into The Storm [Deluxe Edition]                                                | 2014 | Johnny Gioeli                | Axel Rudi Pell                  | Live, Erfurt, Germany, 2014                                                         |
| Eternal Prisoner (Live)                                      | Magic Moments - 25th Anniversary Special Show                                  | 2014 | Johnny Gioeli                | Axel Rudi Pell                  | Live „Bang Your Head!!!“ Festival, Balingen Germany, 11.7.2014                      |
| Experience – Open Doors 1                                    | Nasty Reputation                                                               | 1991 | Instrumental                 | Axel Rudi Pell, Rob Rock        |                                                                                     |
| Falling Star                                                 | Game Of Sins                                                                   | 2016 | Johnny Gioeli                | Axel Rudi Pell                  |                                                                                     |
| Falling Tears                                                | The Ballads 1                                                                  | 1992 | Rob Rock                     | Axel Rudi Pell                  |                                                                                     |
| Fan Cam                                                      | Knight Treasures (Live And More)                                               | 2002 |                              |                                 | Live, DVD                                                                           |
|                                                              | Nasty Reputation                                                               | 1991 | Rob Rock                     | Axel Rudi Pell                  |                                                                                     |
| Fire                                                         | Game Of Sins                                                                   | 2016 | Johnny Gioeli                | Axel Rudi Pell                  |                                                                                     |
| Fire on the Mountain (Live)                                  | Made In Germany Live                                                           | 1995 | Instrumental                 | Axel Rudi Pell, Jeff Scott Soto | Live, Zeche Bochum, 5. Februar 1995                                                 |
| Firewall                                                     | Nasty Reputation                                                               | 1991 | Rob Rock                     | Axel Rudi Pell                  |                                                                                     |
| Fly to the Moon                                              | Mystica                                                                        | 2006 | Johnny Gioeli                | Axel Rudi Pell                  |                                                                                     |
| Fly to the Moon (Live)                                       | Live Over Europe                                                               | 2006 | Johnny Gioeli                | Axel Rudi Pell                  | Live, Zeche Bochum 2006, DVD                                                        |
| Fly to the Moon (Live)                                       | Live Over Europe                                                               | 2007 | Johnny Gioeli                | Axel Rudi Pell                  | „Rock Hard Festival“, Gelsenkirchen Amphitheater, Germany 27.5.2007, DVD            |
| Fly with Me                                                  | Lost XXIII                                                                     | 2022 | Johnny Gioeli                | Axel Rudi Pell                  |                                                                                     |
| Flyin’ High                                                  | Kings and Queens                                                               | 2004 | Johnny Gioeli                | Axel Rudi Pell                  |                                                                                     |
| Follow the Beast                                             | Lost XXIII                                                                     | 2022 | Johnny Gioeli                | Axel Rudi Pell                  |                                                                                     |
| Follow the Sign                                              | Shadow Zone                                                                    | 2002 | Johnny Gioeli                | Axel Rudi Pell                  |                                                                                     |
| Follow the Sign (Live)                                       | Knights Live Knight Treasures (Live And More)                                  | 2002 | Johnny Gioeli                | Axel Rudi Pell                  | Live „Zeche“ Bochum, Germany 5.5.2002, CD+DVD                                       |
| Follow the Sun                                               | Knights Call                                                                   | 2018 | Johnny Gioeli                | Axel Rudi Pell                  |                                                                                     |
| Fool Fool                                                    | Black Moon Pyramid                                                             | 1996 | Jeff Scott Soto              | Axel Rudi Pell                  |                                                                                     |
| Fool Fool (Live)                                             | Knights Live Knight Treasures (Live And More)                                  | 2002 | Johnny Gioeli                | Axel Rudi Pell                  | Live „Zeche“ Bochum, Germany 5.5.2002, CD+DVD                                       |
| Fool Fool (Live)                                             | Live Over Europe                                                               | 2005 | Johnny Gioeli                | Axel Rudi Pell                  | Live, Bang Your Head Festival 2005, DVD                                             |
| Fool Fool (Live)                                             | Live Over Europe                                                               | 2007 | Johnny Gioeli                | Axel Rudi Pell                  | „Rock Hard Festival“, Gelsenkirchen Amphitheater, Germany 27.5.2007, DVD            |
| Fool Fool (Live)                                             | The Crest [Deluxe Edition] One Night Live - Live At Rock Of Ages Festival 2009 | 2009 | Johnny Gioeli                | Axel Rudi Pell                  | Live, Rock Of Ages Festival, 31.7.2009, CD+DVD                                      |
| Fool Fool (Live)                                             | Run With The Wind (Single-CD)                                                  | 2011 | Johnny Gioeli                | Axel Rudi Pell                  | Live, Bang Your Head Festival Germany 2011                                          |
| Fool Fool (Live)                                             | Live On Fire - Tour 2012                                                       | 2012 | Johnny Gioeli                | Axel Rudi Pell                  | Live, Köln, Essigfabrik, 18.12.2012                                                 |
| Fool Fool (Live)                                             | Magic Moments - 25th Anniversary Special Show                                  | 2014 | Jeff Scott Soto              | Axel Rudi Pell                  | Live „Bang Your Head!!!“ Festival, Balingen Germany, 11.7.2014                      |
| Fool Fool (Live)                                             | XXX Anniversary Live                                                           | 2018 | Johnny Gioeli                | Axel Rudi Pell                  | Live „Knights Call Tour“ 0.10+11 2018, Bochum, Budapest, Langen, Leipzig, Memmingen |
| Forever Angel                                                | Kings and Queens                                                               | 2004 | Johnny Gioeli                | Axel Rudi Pell                  |                                                                                     |
| Forever Angel (Acoustic)                                     | The Ballads III                                                                | 2004 | Johnny Gioeli                | Axel Rudi Pell                  |                                                                                     |
| Forever Free                                                 | Game Of Sins                                                                   | 2016 | Johnny Gioeli                | Axel Rudi Pell                  |                                                                                     |
| Fortunes of War                                              | Circle of the Oath                                                             | 2012 | Johnny Gioeli                | Axel Rudi Pell                  |                                                                                     |
| Freight Train                                                | Lost XXIII                                                                     | 2022 | Johnny Gioeli                | Axel Rudi Pell                  |                                                                                     |
| Friends & Fans                                               | Knight Treasures (Live And More)                                               | 2002 |                              |                                 | Live, DVD                                                                           |
| Game if Sins/Tower of Babylon (Incl. Keyboard Solo)          | XXX Anniversary Live                                                           | 2018 | Johnny Gioeli                | Axel Rudi Pell                  | Live „Knights Call Tour“ 0.10+11 2018, Bochum, Budapest, Langen, Leipzig, Memmingen |
| Game Of Sins                                                 | Game Of Sins                                                                   | 2016 | Johnny Gioeli                | Axel Rudi Pell                  |                                                                                     |
| Game Of Sins (Live)                                          | XXX Anniversary Live                                                           | 2018 | Johnny Gioeli                | Axel Rudi Pell                  | Live „Knights Call Tour“ 0.10+11 2018, Bochum, Budapest, Langen, Leipzig, Memmingen |
| Gettin’ Dangerous                                            | Black Moon Pyramid                                                             | 1996 | Jeff Scott Soto              | Axel Rudi Pell, Jeff Scott Soto |                                                                                     |
| Ghost in the Black                                           | Circle of the Oath                                                             | 2012 | Johnny Gioeli                | Axel Rudi Pell                  |                                                                                     |
| Ghost in the Black (Live)                                    | Live On Fire - Tour 2012                                                       | 2012 | Johnny Gioeli                | Axel Rudi Pell                  | Live, Köln, Essigfabrik, 18.12.2012                                                 |
| Ghosthunter                                                  | The Wizard’s Chosen Few                                                        | 2000 | Johnny Gioeli                | Axel Rudi Pell                  |                                                                                     |
| Glory Night                                                  | The Crest                                                                      | 2010 | Johnny Gioeli                | Axel Rudi Pell                  |                                                                                     |
| Gone with zhe Wind                                           | Lost XXIII                                                                     | 2022 | Johnny Gioeli                | Axel Rudi Pell                  |                                                                                     |
| Gunfire                                                      | Sign of the Times                                                              | 2020 | Johnny Gioeli                | Axel Rudi Pell                  |                                                                                     |
| Haunted Castle Serenade (Opus # 4 Grazioso e Agresso)        | Mystica                                                                        | 2006 | Instrumental                 | Axel Rudi Pell                  |                                                                                     |
| Haunted Castle Serenade (Opus # 4 Grazioso e Agresso)        | Live Over Europe                                                               | 2006 | Instrumental                 | Axel Rudi Pell                  | Live, Zeche Bochum 2006, DVD                                                        |
| Hear You Calling Me                                          | Wild Obsession                                                                 | 1989 | Charlie Huhn                 | Axel Rudi Pell, Charlie Huhn    |                                                                                     |
| Hidden Secrets                                               | The Ballads VI                                                                 | 2023 | Johnny Gioeli                | Axel Rudi Pell                  |                                                                                     |
| High Above                                                   | Into The Storm                                                                 | 2014 | Johnny Gioeli                | Axel Rudi Pell                  |                                                                                     |
| Higher                                                       | Tales of the Crown                                                             | 2008 | Johnny Gioeli                | Axel Rudi Pell                  |                                                                                     |
| Hold on to Your Dreams                                       | Circle of the Oath                                                             | 2012 | Johnny Gioeli                | Axel Rudi Pell                  |                                                                                     |
| Hole in the Sky                                              | Black Moon Pyramid                                                             | 1996 | Jeff Scott Soto              | Axel Rudi Pell, Jeff Scott Soto |                                                                                     |
| Holy Creatures                                               | Oceans of Time                                                                 | 1998 | Johnny Gioeli                | Axel Rudi Pell                  |                                                                                     |
| Hot Wheels                                                   | The Masquerade Ball                                                            | 2000 | Johnny Gioeli                | Axel Rudi Pell                  |                                                                                     |
| I Believe in You                                             | The Ballads 2                                                                  | 1999 | Johnny Gioeli                | Axel Rudi Pell                  |                                                                                     |
| I Will Survive                                               | Nasty Reputation                                                               | 1991 | Rob Rock                     | Axel Rudi Pell                  |                                                                                     |
| Innocent Child                                               | Between The Walls                                                              | 1994 | Jeff Scott Soto              | Axel Rudi Pell                  |                                                                                     |
| Interview                                                    | Knight Treasures (Live And More)                                               | 2002 |                              |                                 | Live, DVD                                                                           |
| Into the Fire                                                | Sign of the Times                                                              | 2020 | Johnny Gioeli                | Axel Rudi Pell                  |                                                                                     |
| Into the Storm                                               | Into the Storm                                                                 | 2014 | Johnny Gioeli                | Axel Rudi Pell                  |                                                                                     |
| Into the Storm (Live)                                        | Magic Moments - 25th Anniversary Special Show                                  | 2014 | Johnny Gioeli                | Axel Rudi Pell                  | Live „Bang Your Head!!!“ Festival, Balingen Germany, 11.7.2014                      |
| Jam                                                          | Live on Fire - Circle of the Oath Tour 2012                                    | 2012 | Johnny Gioeli                |                                 | Live, Essigfabrik, Köln, 18. Oktober 2012/Medley                                    |
| Keyboard Solo                                                | Knights Live                                                                   | 2002 | Instrumental                 |                                 | Live „Zeche“ Bochum, Germany 5.5.2002                                               |
| Keyboard Solo                                                | Live Over Europe                                                               | 2008 | Instrumental                 |                                 | DVD                                                                                 |
| Keyboard Solo                                                | Live On Fire - Tour 2012                                                       | 2012 | Instrumental                 |                                 | Live, Köln, Essigfabrik, 18.12.2012                                                 |
| Keyboard Solo (Live)                                         | XXX Anniversary Live                                                           | 2018 | Instrumental                 |                                 | Live „Knights Call Tour“ 0.10+11 2018, Bochum, Budapest, Langen, Leipzig, Memmingen |
| Land of the Giants                                           | Nasty Reputation                                                               | 1991 | Rob Rock                     | Axel Rudi Pell                  |                                                                                     |
| Legions of Hell                                              | Kings And Queens                                                               | 2004 | Johnny Gioeli                | Axel Rudi Pell                  |                                                                                     |
| Legions of Hell (Live)                                       | Live Over Europe                                                               | 2004 | Johnny Gioeli                | Axel Rudi Pell                  | Live, Zeche - Bochum 2004, DVD                                                      |
| Lenta fortuna (Intro)                                        | Game Of Sins                                                                   | 2016 | Instrumental                 | Axel Rudi Pell                  |                                                                                     |
| Light in the Sky                                             | Magic                                                                          | 1997 | Jeff Scott Soto              | Axel Rudi Pell                  |                                                                                     |
| Live for the King                                            | Shadow Zone                                                                    | 2002 | Johnny Gioeli                | Axel Rudi Pell                  |                                                                                     |
| Lived Our Lives Before                                       | Circle of the Oath                                                             | 2012 | Johnny Gioeli                | Axel Rudi Pell                  |                                                                                     |
| Living a Lie                                                 | Mystica                                                                        | 2006 | Johnny Gioeli                | Axel Rudi Pell                  |                                                                                     |
| Living in a Dream                                            | Sign of the Times                                                              | 2020 | Johnny Gioeli                | Axel Rudi Pell                  |                                                                                     |
| Living on the Wildside                                       | Oceans Of Time                                                                 | 1998 | Johnny Gioeli                | Axel Rudi Pell                  |                                                                                     |
| Long Live Rock                                               | Knights Call                                                                   | 2018 | Johnny Gioeli                | Axel Rudi Pell                  |                                                                                     |
| Long Live Rock (Live)                                        | XXX Anniversary Live                                                           | 2018 | Johnny Gioeli                | Axel Rudi Pell                  | Live „Knights Call Tour“ 0.10+11 2018, Bochum, Budapest, Langen, Leipzig, Memmingen |
| Long Time                                                    | Eternal Prisoner                                                               | 1992 | Jeff Scott Soto              | Axel Rudi Pell, Jeff Scott Soto |                                                                                     |
| Long Way to Go                                               | Into the Storm                                                                 | 2014 | Johnny Gioeli                | Axel Rudi Pell                  |                                                                                     |
| Long Way to Go (Live)                                        | Magic Moments - 25th Anniversary Special Show                                  | 2014 | Johnny Gioeli                | Axel Rudi Pell                  | Live „Bang Your Head!!!“ Festival, Balingen Germany, 11.7.2014                      |
| Losing the Game                                              | Mystica                                                                        | 2006 | Johnny Gioeli                | Axel Rudi Pell                  |                                                                                     |
| Lost In Love                                                 | Game Of Sins                                                                   | 2016 | Johnny Gioeli                | Axel Rudi Pell                  |                                                                                     |
| Lost XXIII                                                   | Lost XXIII                                                                     | 2022 | Johnny Gioeli                | Axel Rudi Pell                  |                                                                                     |
| Lost XXIII (Prequel Intro)                                   | Lost XXIII                                                                     | 2022 | Instrumental                 | Axel Rudi Pell                  |                                                                                     |
| Love’s Holding On                                            | The Ballads V                                                                  | 2017 | Johnny Gioeli, Bonnie Tyler  | Axel Rudi Pell                  |                                                                                     |
| Love’s Holding On (Radio Edit)                               | Love’s Holding On (Single-CD)                                                  | 2017 | Johnny Gioeli, Bonnie Tyler  | Axel Rudi Pell                  |                                                                                     |
| Magic                                                        | Magic                                                                          | 1997 | Jeff Scott Soto              | Axel Rudi Pell                  |                                                                                     |
| Morning Star                                                 | The Ballads VI                                                                 | 2023 | Johnny Gioeli                | Axel Rudi Pell                  |                                                                                     |
| Mystica                                                      | Mystica                                                                        | 2006 | Johnny Gioeli                | Axel Rudi Pell                  |                                                                                     |
| Mystica (Live)                                               | Live Over Europe                                                               | 2006 | Johnny Gioeli                | Axel Rudi Pell                  | Live, Zeche Bochum 2006, DVD                                                        |
| Mystica (Live)                                               | Live Over Europe                                                               | 2007 | Johnny Gioeli                | Axel Rudi Pell                  | „Rock Hard Festival“, Gelsenkirchen Amphitheater, Germany 27.5.2007, DVD            |
| Mystica (Live)                                               | The Crest [Deluxe Edition] One Night Live - Live At Rock Of Ages Festival 2009 | 2009 | Johnny Gioeli                | Axel Rudi Pell                  | Live, Rock Of Ages Festival, 31.7.2009, CD+DVD                                      |
| Mystica (Live)                                               | Live On Fire - Tour 2012                                                       | 2012 | Johnny Gioeli                | Axel Rudi Pell                  | Live, Köln, Essigfabrik, 18.12.2012                                                 |
| Mystica (Live)                                               | Magic Moments - 25th Anniversary Special Show                                  | 2014 | Johnny Gioeli                | Axel Rudi Pell                  | Live „Bang Your Head!!!“ Festival, Balingen Germany, 11.7.2014                      |
| Mystica (Incl. Drum Solo)                                    | XXX Anniversary Live                                                           | 2018 | Johnny Gioeli                | Axel Rudi Pell                  | Live „Knights Call Tour“ 0.10+11 2018, Bochum, Budapest, Langen, Leipzig, Memmingen |
| Nasty Reputation                                             | Nasty Reputation                                                               | 1991 | Rob Rock                     | Axel Rudi Pell                  |                                                                                     |
| Nasty Reputation (Live)                                      | Made In Germany (Live)                                                         | 1995 | Jeff Scott Soto              | Axel Rudi Pell                  | Live, Markthalle, Hamburg, 4. Februar 1995                                          |
| Nasty Reputation (Live)                                      | Knights Live Knight Treasures (Live And More)                                  | 2002 | Johnny Gioeli                | Axel Rudi Pell                  | Live „Zeche“ Bochum, Germany 5.5.2002, CD+DVD                                       |
| Nasty Reputation (Live)                                      | Live On Fire - Tour 2012                                                       | 2012 | Johnny Gioeli                | Axel Rudi Pell                  | Live, Köln, Essigfabrik, 18.12.2012                                                 |
| Nasty Reputation (Live)                                      | Into The Storm [Deluxe Edition]                                                | 2014 | Johnny Gioeli                | Axel Rudi Pell                  | Live, Erfurt, Germany, 2014                                                         |
| Nasty Reputation (Live)                                      | Magic Moments - 25th Anniversary Special Show                                  | 2014 | Rob Rock                     | Axel Rudi Pell                  | Live „Bang Your Head!!!“ Festival, Balingen Germany, 11.7.2014                      |
| Night and Rain                                               | The Masquerade Ball                                                            | 2000 | Johnny Gioeli                | Axel Rudi Pell                  |                                                                                     |
| Nightmare                                                    | Magic                                                                          | 1997 | Jeff Scott Soto              | Axel Rudi Pell                  |                                                                                     |
| No Chance to Live                                            | Mystica                                                                        | 2006 | Johnny Gioeli                | Axel Rudi Pell                  |                                                                                     |
| No Compromise                                                | Lost XXIII                                                                     | 2022 | Johnny Gioeli                | Axel Rudi Pell                  |                                                                                     |
| Noblesse Oblige (Opus # 5 Adagio Contabile)                  | The Crest                                                                      | 2010 | Instrumental                 | Axel Rudi Pell                  |                                                                                     |
| Northern Lights                                              | Tales of the Crown                                                             | 2008 | Johnny Gioeli                | Axel Rudi Pell                  |                                                                                     |
| Oceans of Time                                               | Oceans of Time                                                                 | 1998 | Johnny Gioeli                | Axel Rudi Pell                  |                                                                                     |
| Oceans of Time (Live)                                        | Live Over Europe                                                               | 2006 | Johnny Gioeli                | Axel Rudi Pell                  | Live, Zeche Bochum 2006, DVD                                                        |
| Oceans of Time (Live)                                        | Live On Fire - Tour 2012                                                       | 2012 | Johnny Gioeli                | Axel Rudi Pell                  | Live, Köln, Essigfabrik, 18.12.2012                                                 |
| Oceans of Time (Live)                                        | XXX Anniversary Live                                                           | 2018 | Johnny Gioeli                | Axel Rudi Pell                  | Live „Knights Call Tour“ 0.10+11 2018, Bochum, Budapest, Langen, Leipzig, Memmingen |
| On The Edge Of Our Time                                      | The Ballads V                                                                  | 2017 | Johnny Gioeli                | Axel Rudi Pell                  |                                                                                     |
| Only the Strong Will Survive                                 | Kings and Queens                                                               | 2004 | Johnny Gioeli                | Axel Rudi Pell                  |                                                                                     |
| Only the Strong Will Survive (Live)                          | XXX Anniversary Live                                                           | 2018 | Johnny Gioeli                | Axel Rudi Pell                  | Live „Knights Call Tour“ 0.10+11 2018, Bochum, Budapest, Langen, Leipzig, Memmingen |
| Open Doors                                                   | Nasty Reputation                                                               | 1991 | Instrumental                 | Axel Rudi Pell, Bob Rock        |                                                                                     |
| Outlaw                                                       | Between The Walls                                                              | 1994 | Jeff Scott Soto              | Axel Rudi Pell                  |                                                                                     |
| Pay the Price                                                | Oceans of Time                                                                 | 1998 | Johnny Gioeli                | Axel Rudi Pell                  |                                                                                     |
| Playing With Fire                                            | Magic                                                                          | 1997 | Jeff Scott Soto              | Axel Rudi Pell                  |                                                                                     |
| Prelude of Doom (Intro)                                      | The Crest                                                                      | 2010 | Instrumental                 | Axel Rudi Pell                  |                                                                                     |
| Prelude to the Moon (Opus # 3 Menuetto Prelugio)             | Oceans of Time                                                                 | 1998 | Instrumental                 | Axel Rudi Pell                  |                                                                                     |
| Prisoner of Love                                             | The Crest                                                                      | 2010 | Johnny Gioeli                | Axel Rudi Pell                  |                                                                                     |
| Prisoners of the Sea                                         | Magic                                                                          | 1997 | Jeff Scott Soto              | Axel Rudi Pell                  |                                                                                     |
| Quarantined 1                                                | Lost XXIII                                                                     | 2022 | Instrumental                 | Axel Rudi Pell                  |                                                                                     |
| Return of the Calyph from the Apocalypse of Babylon          | Wild Obsession                                                                 | 1989 | Instrumental                 | Axel Rudi Pell                  |                                                                                     |
| Return of the Pharaoh (Intro)                                | Black Moon Pyramid                                                             | 1996 | Instrumental                 | Axel Rudi Pell                  |                                                                                     |
| Revelations                                                  | The Ballads VI                                                                 | 2023 | Johnny Gioeli                | Axel Rudi Pell                  |                                                                                     |
| Ride the Bullet                                              | Eternal Prisoner                                                               | 1992 | Jeff Scott Soto              | Axel Rudi Pell, Jeff Scott Soto |                                                                                     |
| Ride the Rainbow                                             | Oceans of Time                                                                 | 1998 | Johnny Gioeli                | Axel Rudi Pell                  |                                                                                     |
| Riding on an Arrow                                           | Tales of the Crown                                                             | 2008 | Johnny Gioeli                | Axel Rudi Pell                  |                                                                                     |
| Rock the Nation (Live)                                       | Live Over Europe                                                               | 2006 | Johnny Gioeli                | Axel Rudi Pell                  | Live, Zeche Bochum 2006, DVD                                                        |
| Rock the Nation (Live)                                       | Live Over Europe                                                               | 2006 | Johnny Gioeli                | Axel Rudi Pell                  | Live, Bloodstock Festival UK 2006, DVD                                              |
| Rock the Nation (Live)                                       | Live Over Europe                                                               | 2007 | Johnny Gioeli                | Axel Rudi Pell                  | „Rock Hard Festival“, Gelsenkirchen Amphitheater, Germany 27.5.2007, DVD            |
| Rock the Nation (Live)                                       | The Crest [Deluxe Edition] One Night Live - Live At Rock Of Ages Festival 2009 | 2009 | Johnny Gioeli                | Axel Rudi Pell                  | Live, Rock Of Ages Festival, 31.7.2009, CD+DVD                                      |
| Rock the Nation (Live)                                       | Live On Fire - Tour 2012                                                       | 2012 | Johnny Gioeli                | Axel Rudi Pell                  | Live, Köln, Essigfabrik, 18.12.2012                                                 |
| Rock the Nation (Live)                                       | Magic Moments - 25th Anniversary Special Show                                  | 2014 | Johnny Gioeli                | Axel Rudi Pell                  | Live „Bang Your Head!!!“ Festival, Balingen Germany, 11.7.2014                      |
| Rock the Nation (Live)                                       | XXX Anniversary Live                                                           | 2018 | Johnny Gioeli                | Axel Rudi Pell                  | Live „Knights Call Tour“ 0.10+11 2018, Bochum, Budapest, Langen, Leipzig, Memmingen |
| Run with the Wind                                            | Circle of the Oath                                                             | 2012 | Johnny Gioeli                | Axel Rudi Pell                  |                                                                                     |
| Sailing Away                                                 | Kings and Queens                                                               | 2004 | Johnny Gioeli                | Axel Rudi Pell                  |                                                                                     |
| Saint of Fools                                               | Shadow Zone                                                                    | 2002 | Johnny Gioeli                | Axel Rudi Pell                  |                                                                                     |
| Sea of Evil                                                  | Kings and Queens                                                               | 2004 | Johnny Gioeli                | Axel Rudi Pell                  |                                                                                     |
| Serenade of Darkness (Opus # 1 Adagio Con Agresso)           | Black Moon Pyramid                                                             | 1996 | Instrumental                 | Axel Rudi Pell                  |                                                                                     |
| Shadow Zone                                                  | Knight Treasures (Live and More)                                               | 2002 |                              |                                 | Live/The Making Of, DVD                                                             |
| Shoot Her to the Moon                                        | Eternal Prisoner                                                               | 1992 | Jeff Scott Soto              | Axel Rudi Pell, Jeff Scott Soto |                                                                                     |
| Sign of the Times                                            | Sign of the Times                                                              | 2020 | Johnny Gioeli                | Axel Rudi Pell                  |                                                                                     |
| Silent Angel                                                 | Black Moon Pyramid                                                             | 1996 | Jeff Scott Soto              | Axel Rudi Pell                  |                                                                                     |
| Silent Angel (Guitar Version)                                | Black Moon Pyramid                                                             | 1996 | Instrumental                 | Axel Rudi Pell                  |                                                                                     |
| Slave of Love                                                | Wild Obsession                                                                 | 1989 | Charlie Huhn                 | Axel Rudi Pell, Charlie Huhn    |                                                                                     |
| Slaves of the Twilight (Intro)                               | Oceans of Time                                                                 | 1998 | Instrumental                 | Axel Rudi Pell                  |                                                                                     |
| Slaves on the Run                                            | Knights Call                                                                   | 2018 | Johnny Gioeli                | Axel Rudi Pell                  |                                                                                     |
| Snake Eyes                                                   | Wild Obsession                                                                 | 1989 | Charlie Huhn                 | Axel Rudi Pell, Charlie Huhn    |                                                                                     |
| Snake Eyes (Live)                                            | Made In Germany (Live)                                                         | 1995 | Jeff Scott Soto              | Axel Rudi Pell, Charlie Huhn    | Live, Markthalle, Hamburg, 4. Februar 1995                                          |
| Snake Eyes (Live)                                            | Knights Live Knight Treasures (Live And More)                                  | 2002 | Johnny Gioeli                | Axel Rudi Pell                  | Live „Zeche“ Bochum, Germany 5.5.2002, CD+DVD                                       |
| Sons In The Night                                            | Game Of Sins                                                                   | 2016 | Johnny Gioeli                | Axel Rudi Pell                  |                                                                                     |
| Sphinx’ Revenge                                              | Black Moon Pyramid                                                             | 1996 | Instrumental                 | Axel Rudi Pell                  |                                                                                     |
| Streets of Fire                                              | Eternal Prisoner                                                               | 1992 | Jeff Scott Soto              | Axel Rudi Pell, Jeff Scott Soto |                                                                                     |
| Strong as a Rock                                             | Kings and Queens                                                               | 2004 | Johnny Gioeli                | Axel Rudi Pell                  |                                                                                     |
| Strong as a Rock (Live)                                      | Live Over Europe                                                               | 2004 | Johnny Gioeli                | Axel Rudi Pell                  | Live, Sweden Rock Festival 2004, DVD                                                |
| Strong as a Rock (Live)                                      | Live Over Europe                                                               | 2005 | Johnny Gioeli                | Axel Rudi Pell                  | Live, W:O:A 2005, DVD                                                               |
| Strong as a Rock (Live)                                      | Live Over Europe                                                               | 2007 | Johnny Gioeli                | Axel Rudi Pell                  | „Rock Hard Festival“, Gelsenkirchen Amphitheater, Germany 27.5.2007, DVD            |
| Strong as a Rock (Live)                                      | The Crest [Deluxe Edition] One Night Live - Live At Rock Of Ages Festival 2009 | 2009 | Johnny Gioeli                | Axel Rudi Pell                  | Live, Rock Of Ages Festival, 31.7.2009, CD+DVD                                      |
| Strong as a Rock (Live)                                      | Live On Fire - Tour 2012                                                       | 2012 | Johnny Gioeli                | Axel Rudi Pell                  | Live, Köln, Essigfabrik, 18.12.2012                                                 |
| Strong as a Rock (Live)                                      | Into The Storm [Deluxe Edition]                                                | 2014 | Johnny Gioeli                | Axel Rudi Pell                  | Live, Erfurt, Germany, 2014                                                         |
| Strong as a Rock (Live)                                      | Magic Moments - 25th Anniversary Special Show                                  | 2014 | Johnny Gioeli                | Axel Rudi Pell                  | Live „Bang Your Head!!!“ Festival, Balingen Germany, 11.7.2014                      |
| Strong as the Rock                                           | Circle of the Oath                                                             | 2012 | Johnny Gioeli                |                                 |                                                                                     |
| Sugar Big Daddy – Open Doors 3                               | Nasty Reputation                                                               | 1991 | Instrumental                 |                                 |                                                                                     |
| Survive                                                      | Lost XXIII                                                                     | 2022 | Johnny Gioeli                | Axel Rudi Pell                  |                                                                                     |
| Swamp Castle Overture (Intro)                                | Magic                                                                          | 1997 | Instrumental                 | Axel Rudi Pell                  |                                                                                     |
| Sweet Lil’ Suzie                                             | Eternal Prisoner                                                               | 1992 | Jeff Scott Soto              | Axel Rudi Pell, Jeff Scott Soto |                                                                                     |
| Take the Crown                                               | Kings and Queens                                                               | 2004 | Johnny Gioeli                | Axel Rudi Pell                  |                                                                                     |
| Take the Crown (Live)                                        | Live Over Europe                                                               | 2004 | Johnny Gioeli                | Axel Rudi Pell                  | Live, Zeche - Bochum 2004, DVD                                                      |
| Tales of the Crown                                           | Tales of the Crown                                                             | 2008 | Johnny Gioeli                | Axel Rudi Pell                  |                                                                                     |
| Tales of the Crown (Live)                                    | The Crest [Deluxe Edition] One Night Live - Live At Rock Of Ages Festival 2009 | 2009 | Johnny Gioeli                | Axel Rudi Pell                  | Live, Rock Of Ages Festival, 31.7.2009, CD+DVD                                      |
| Talk of the Gods                                             | Only the Truth - SPV – The Hard Choice (Kompilation)                           | 1994 |                              |                                 |                                                                                     |
| Talk of the Guns                                             | Between the Walls                                                              | 1994 | Jeff Scott Soto              | Axel Rudi Pell, Jeff Scott Soto |                                                                                     |
| Talk of the Guns (Live)                                      | Made In Germany (Live)                                                         | 1995 | Jeff Scott Soto              | Axel Rudi Pell, Jeff Scott Soto | Live, Markthalle, Hamburg, 4. Februar 1995                                          |
| Tear Down the Walls                                          | The Masquerade Ball                                                            | 2000 | Johnny Gioeli                | Axel Rudi Pell                  |                                                                                     |
| Tear Down the Walls (Live)                                   | Knights Live Knight Treasures (Live And More)                                  | 2002 | Johnny Gioeli                | Axel Rudi Pell                  | Live „Zeche“ Bochum, Germany 5.5.2002, CD+DVD                                       |
| Tear Down the Walls (Live)                                   | Live Over Europe                                                               | 2004 | Johnny Gioeli                | Axel Rudi Pell                  | Live, Sweden Rock Festival 2004, DVD                                                |
| Tear Down the Walls (Live)                                   | Live Over Europe                                                               | 2007 | Johnny Gioeli                | Axel Rudi Pell                  | „Rock Hard Festival“, Gelsenkirchen Amphitheater, Germany 27.5.2007, DVD            |
| Tear Down the Walls (Live)                                   | The Crest [Deluxe Edition] One Night Live - Live At Rock Of Ages Festival 2009 | 2009 | Johnny Gioeli                | Axel Rudi Pell                  | Live, Rock Of Ages Festival, 31.7.2009, CD+DVD                                      |
| Tear Down the Walls (Live)                                   | Live On Fire - Tour 2012                                                       | 2012 | Johnny Gioeli                | Axel Rudi Pell                  | Live, Köln, Essigfabrik, 18.12.2012                                                 |
| The Arrival (Intro)                                          | The Masquerade Ball                                                            | 2000 | Instrumental                 | Axel Rudi Pell                  |                                                                                     |
| The Black Serenade (Intro)                                   | Sign of the Times                                                              | 2020 | Instrumental                 | Axel Rudi Pell                  |                                                                                     |
| The Clown Is Dead                                            | Magic                                                                          | 1997 | Jeff Scott Soto              | Axel Rudi Pell                  |                                                                                     |
| The Clown Is Dead (Live)                                     | Knights Live Knight Treasures (Live And More)                                  | 2002 | Johnny Gioeli                | Axel Rudi Pell                  | Live „Zeche“ Bochum, Germany 5.5.2002, CD+DVD                                       |
| The Clown Is Dead (New Acoustic Version)                     | The Ballads II                                                                 | 1999 | Johnny Gioeli                | Axel Rudi Pell                  |                                                                                     |
| The Crusader of Doom                                         | Knights Call                                                                   | 2018 | Johnny Gioeli                | Axel Rudi Pell                  |                                                                                     |
| The Curse                                                    | Between the Walls                                                              | 1994 | Instrumental                 | Axel Rudi Pell                  |                                                                                     |
| The Curse of the Chains (Intro)                              | Shadow Zone                                                                    | 2002 | Instrumental                 | Axel Rudi Pell                  |                                                                                     |
| The Curse of the Damned                                      | Mystica                                                                        | 2006 | Johnny Gioeli                | Axel Rudi Pell                  |                                                                                     |
| The Deeper The Night (Videoclip)                             | Knight Treasures (Live And More)                                               | 2002 |                              |                                 | DVD                                                                                 |
| The Diamond Overture                                         | Diamonds Unlocked                                                              | 2007 | Instrumental                 | Axel Rudi Pell                  |                                                                                     |
| The End of Our Time                                          | The Crest                                                                      | 2010 | Johnny Gioeli                | Axel Rudi Pell                  |                                                                                     |
| The End of the Line                                          | Sign of the Times                                                              | 2020 | Johnny Gioeli                | Axel Rudi Pell                  |                                                                                     |
| The Eyes of the Lost                                         | Magic                                                                          | 1997 | Jeff Scott Soto              | Axel Rudi Pell                  |                                                                                     |
| The Gate (Intro)                                             | Kings and Queens                                                               | 2004 | Instrumental                 | Axel Rudi Pell                  |                                                                                     |
| The Gates of the Seven Seals                                 | Oceans of Time                                                                 | 1998 | Johnny Gioeli                | Axel Rudi Pell                  |                                                                                     |
| The Guillotine Suite (Intro)                                 | Circle of the Oath                                                             | 2012 | Instrumental                 | Axel Rudi Pell                  |                                                                                     |
| The Guillotine Suite (Live)                                  | Live On Fire - Tour 2012                                                       | 2012 | Instrumental                 | Axel Rudi Pell                  | Live, Köln, Essigfabrik, 18.12.2012                                                 |
| The Inquisitorial Procedure                                  | Into the Storm                                                                 | 2014 | Instrumental                 | Axel Rudi Pell                  |                                                                                     |
| The Journey – Open Doors 2                                   | Nasty Reputation                                                               | 1991 | Instrumental                 | Axel Rudi Pell                  |                                                                                     |
| The King Of Fools                                            | Game Of Sins                                                                   | 2015 | Johnny Gioeli                | Axel Rudi Pell                  |                                                                                     |
| The Line                                                     | The Masquerade Ball                                                            | 2000 | Johnny Gioeli                | Axel Rudi Pell                  |                                                                                     |
| The Line (Live)                                              | The Ballads V                                                                  | 2009 | Johnny Gioeli                | Axel Rudi Pell                  | Live, Rock Of Ages Festival, 31.7.2009                                              |
| The Line (Live)                                              | XXX Anniversary Live                                                           | 2018 | Johnny Gioeli                | Axel Rudi Pell                  | Live „Knights Call Tour“ 0.10+11 2018, Bochum, Budapest, Langen, Leipzig, Memmingen |
| The Making Of „Shadow Zone“                                  | Knight Treasures (Live And More)                                               | 2002 |                              |                                 | DVD                                                                                 |
| The Masquerade Ball                                          | The Masquerade Ball                                                            | 2000 | Johnny Gioeli                | Axel Rudi Pell                  |                                                                                     |
| The Masquerade Ball (Live)                                   | Knights Live Knight Treasures (Live And More)                                  | 2002 | Johnny Gioeli                | Axel Rudi Pell                  | Live, Zeche, Bochum, 5.5.2002/Medley, CD+DVD                                        |
| The Masquerade Ball (Live)                                   | Live Over Europe                                                               | 2005 | Johnny Gioeli                | Axel Rudi Pell                  | Live, Z7 Pratteln - Switzerland 2005, DVD                                           |
| The Masquerade Ball (Live)                                   | Live Over Europe                                                               | 2007 | Johnny Gioeli                | Axel Rudi Pell                  | „Rock Hard Festival“, Gelsenkirchen Amphitheater, Germany 27.5.2007, DVD            |
| The Masquerade Ball (Live)                                   | The Crest [Deluxe Edition] One Night Live - Live At Rock Of Ages Festival 2009 | 2009 | Johnny Gioeli                | Axel Rudi Pell                  | Live, Rock Of Ages Festival, 31.7.2009, CD+DVD                                      |
| The Masquerade Ball (Live)                                   | Live On Fire - Tour 2012                                                       | 2012 | Johnny Gioeli                | Axel Rudi Pell                  | Live, Köln, Essigfabrik, 18.12.2012                                                 |
| The Masquerade Ball (Live)                                   | Magic Moments - 25th Anniversary Special Show                                  | 2014 | Johnny Gioeli                | Axel Rudi Pell                  | Live „Bang Your Head!!!“ Festival, Balingen Germany, 11.7.2014                      |
| The Masquerade Ball (Live)                                   | XXX Anniversary Live                                                           | 2018 | Johnny Gioeli                | Axel Rudi Pell                  | Live „Knights Call Tour“ 0.10+11 2018, Bochum, Budapest, Langen, Leipzig, Memmingen |
| The Medieval Overture (Intro)                                | Knights Call                                                                   | 2018 | Instrumental                 | Axel Rudi Pell                  |                                                                                     |
| The Medieval Overture (Intro)                                | XXX Anniversary Live                                                           | 2018 | Instrumental                 | Axel Rudi Pell                  | Live „Knights Call Tour“ 0.10+11 2018, Bochum, Budapest, Langen, Leipzig, Memmingen |
| The Mysterious Return (Intro)                                | Mystica                                                                        | 2006 | Instrumental                 | Axel Rudi Pell                  |                                                                                     |
| The Rise of Ankhoor                                          | Lost XXIII                                                                     | 2022 | Instrumental                 | Axel Rudi Pell                  |                                                                                     |
| The Temple of the Holy                                       | The Masquerade Ball                                                            | 2000 | Johnny Gioeli                | Axel Rudi Pell                  |                                                                                     |
| The Wild and the Young                                       | Knights Call                                                                   | 2018 | Johnny Gioeli                | Axel Rudi Pell                  |                                                                                     |
| The Wild and the Young (Live)                                | XXX Anniversary Live                                                           | 2018 | Johnny Gioeli                | Axel Rudi Pell                  | Live „Knights Call Tour“ 0.10+11 2018, Bochum, Budapest, Langen, Leipzig, Memmingen |
| Till The World Says Goodbye                                  | Game Of Sins                                                                   | 2016 | Johnny Gioeli                | Axel Rudi Pell                  |                                                                                     |
| Time of the Truth                                            | Shadow Zone                                                                    | 2002 | Johnny Gioeli                | Axel Rudi Pell                  |                                                                                     |
| Too Late                                                     | The Crest                                                                      | 2010 | Johnny Gioeli                | Axel Rudi Pell                  |                                                                                     |
| Too Late (Live)                                              | Into The Storm [Deluxe Edition]                                                | 2014 | Johnny Gioeli                | Axel Rudi Pell                  | Live, Erfurt, Germany, 2014                                                         |
| Too Late (Live)                                              | Magic Moments - 25th Anniversary Special Show                                  | 2014 | Johnny Gioeli                | Axel Rudi Pell                  | Live „Bang Your Head!!!“ Festival, Balingen Germany, 11.7.2014                      |
| Total Eclipse (Opus #2: Allegro E Andante)                   | Magic                                                                          | 1997 | Instrumental                 | Axel Rudi Pell                  | Bonus, Japan und Süd-Korea                                                          |
| Touch the Rainbow                                            | Black Moon Pyramid                                                             | 1996 | Jeff Scott Soto              | Axel Rudi Pell                  |                                                                                     |
| Touching Heaven                                              | Into the Storm                                                                 | 2014 | Johnny Gioeli                | Axel Rudi Pell                  |                                                                                     |
| Touching My Soul                                             | Tales of the Crown                                                             | 2008 | Johnny Gioeli                | Axel Rudi Pell                  |                                                                                     |
| Tower of Babylon                                             | Knights Call                                                                   | 2018 | Johnny Gioeli                | Axel Rudi Pell                  |                                                                                     |
| Tower of Babylon (Live)                                      | XXX Anniversary Live                                                           | 2018 | Johnny Gioeli                | Axel Rudi Pell                  | Live „Knights Call Tour“ 0.10+11 2018, Bochum, Budapest, Langen, Leipzig, Memmingen |
| Tower of Lies                                                | Into the Storm                                                                 | 2014 | Johnny Gioeli                | Axel Rudi Pell                  |                                                                                     |
| Truth and Lies                                               | Knights Call                                                                   | 2018 | Johnny Gioeli                | Axel Rudi Pell                  |                                                                                     |
| Truth and Lies (Live)                                        | XXX Anniversary Live                                                           | 2018 | Johnny Gioeli                | Axel Rudi Pell                  | Live „Knights Call Tour“ 0.10+11 2018, Bochum, Budapest, Langen, Leipzig, Memmingen |
| Turned to Stone                                              | Magic                                                                          | 1997 | Jeff Scott Soto              | Axel Rudi Pell                  |                                                                                     |
| Unchain the Thunder                                          | Nasty Reputation                                                               | 1991 | Rob Rock                     | Axel Rudi Pell                  |                                                                                     |
| Under the Gun                                                | Shadow Zone                                                                    | 2002 | Johnny Gioeli                | Axel Rudi Pell                  |                                                                                     |
| Valley of Sin                                                | Mystica                                                                        | 2006 | Johnny Gioeli                | Axel Rudi Pell                  |                                                                                     |
| Visions in the Night                                         | Black Moon Pyramid                                                             | 1996 | Jeff Scott Soto              | Axel Rudi Pell, Jeff Scott Soto |                                                                                     |
| Voodoo Nights                                                | The Masquerade Ball                                                            | 2000 | Johnny Gioeli                | Axel Rudi Pell                  |                                                                                     |
| Waiting for Your Call                                        | Sign of the Times                                                              | 2020 | Johnny Gioeli                | Axel Rudi Pell                  |                                                                                     |
| Wanted Man                                                   | Nasty Reputation                                                               | 1991 | Rob Rock                     | Axel Rudi Pell                  |                                                                                     |
| Wheels Rolling On                                            | Eternal Prisoner                                                               | 1992 | Jeff Scott Soto              | Axel Rudi Pell, Jeff Scott Soto |                                                                                     |
| When Truth Hurts                                             | Into The Storm                                                                 | 2014 | Johnny Gioeli                | Axel Rudi Pell                  |                                                                                     |
| Where the Wild Waters Flow                                   | The Ballads 4                                                                  | 2011 | Johnny Gioeli                | Axel Rudi Pell                  |                                                                                     |
| White Cats (Opus # 6 Scivolare)                              | Into the Storm                                                                 | 2014 | Instrumental                 | Axel Rudi Pell                  |                                                                                     |
| Wild Cat                                                     | Wild Obsession                                                                 | 1989 | Charlie Huhn                 | Axel Rudi Pell, Charlie Huhn    |                                                                                     |
| Wildest Dreams                                               | Knights Call                                                                   | 2018 | Johnny Gioeli                | Axel Rudi Pell                  |                                                                                     |
| Wildest Dreams (Live)                                        | XXX Anniversary Live                                                           | 2018 | Johnny Gioeli                | Axel Rudi Pell                  | Live „Knights Call Tour“ 0.10+11 2018, Bochum, Budapest, Langen, Leipzig, Memmingen |
| Wings of the Storm                                           | Sign of the Times                                                              | 2020 | Johnny Gioeli                | Axel Rudi Pell                  |                                                                                     |
| World of Confusion (The Masquerade Ball Part 2)              | Circle Of The Oath                                                             | 2012 | Johnny Gioeli                | Axel Rudi Pell                  |                                                                                     |
| You and I                                                    | Black Moon Pyramid                                                             | 1996 | Jeff Scott Soto              | Axel Rudi Pell                  |                                                                                     |
| You Want Love                                                | The Ballads 1                                                                  | 1993 | Jeff Scott Soto              | Axel Rudi Pell                  |                                                                                     |
| Your Life (Not Close Enough to Paradise)                     | Eternal Prisoner                                                               | 1992 | Jeff Scott Soto              | Axel Rudi Pell                  |                                                                                     |

### Coverversionen
| Titel                           | Album                                                                          | Jahr | Gesang | Autor / Autoren | Anmerkungen                                                                              |
| ------------------------------- | ------------------------------------------------------------------------------ | ---- | --- | --- | ---------------------------------------------------------------------------------------- |
| All Along The Watchtower        | Game Of Sins                                                                   | 2016 | Johnny Gioeli | Bob Dylan 1967 |                                                                                          |
| Beautiful Day                   | Diamonds Unlocked                                                              | 2007 | Johnny Gioeli | Bono, The Edge, Larry Mullen junior, Adam Clayton - U2 2000                                                                     |                                                                                          |
| Black Cat Woman                 | Diamonds Unlocked II                                                           | 2021 | Johnny Gioeli | Vic Malcolm - Geordie 1973 |                                                                                          |
| Black Night                     | Magic Moments - 25th Anniversary Special Show                                  | 2014 | Ronnie Atkins | Ritchie Blackmore, Ian Gillan, Roger Glover, Jon Lord, Ian Paice - Deep Purple 1970                                             | Live, Bang Your Head Festival, Messegelände, Balingen, 11. Juli 2014                     |
| Burn                            | The Wizard’s Chosen Few                                                        | 2000 | Johnny Gioeli | Ritchie Blackmore, David Coverdale - Deep Purple 1974                                                                           | Live/Medley                                                                              |
| Dust In The Wind                | The Ballads VI                                                                 | 2023 | Johnny Gioeli | Kerry Livgren - Kansas 1977 |                                                                                          |
| Eagle                           | Diamonds Unlocked II                                                           | 2021 | Johnny Gioeli | Björn Ulvaeus, Benny Andersson - ABBA 1977                                                                                      |                                                                                          |
| Fools Game                      | Diamonds Unlocked                                                              | 2007 | Johnny Gioeli | Mark Mangold, Craig Brooks - Michael Bolton 1983                                                                                |                                                                                          |
| Forever Young                   | The Ballads 1                                                                  | 1992 | Jeff Scott Soto | Bernhard Lloyd, Marian Gold, Frank Mertens - Alphaville 1984                                                                    |                                                                                          |
| Hallelujah                      | The Ballads 4                                                                  | 2011 | Johnny Gioeli | Leonard Cohen 1984 |                                                                                          |
| Hallelujah (Single Version)     | Hallelujah (Single-CD)                                                         | 2011 | Johnny Gioeli | Leonard Cohen 1984 |                                                                                          |
| Hallelujah (Videoclip)          | Live On Fire - Tour 2012                                                       | 2012 | Johnny Gioeli | Leonard Cohen 1984 | DVD                                                                                      |
| Heartbreaker                    | Diamonds Unlocked                                                              | 2007 | Johnny Gioeli | Paul Rodgers - Free 1973 |                                                                                          |
| Hey Hey My My                   | Into the Storm                                                                 | 2014 | Johnny Gioeli | Neil Young with Crazy Horse 1979                                                                                                |                                                                                          |
| Hey Hey My My (Live)            | Magic Moments - 25th Anniversary Special Show                                  | 2014 | Johnny Gioeli | Neil Young with Crazy Horse 1979                                                                                                | Live „Bang Your Head!!!“ Festival, Balingen Germany, 11.7.2014                           |
| Hey Hey My My (Radio Edit)      | Hey Hey My My [Promo]                                                          | 2014 | Johnny Gioeli | Neil Young with Crazy Horse 1979                                                                                                |                                                                                          |
| Hey Hey My My (Single Edit)     | Hey Hey My My [Promo]                                                          | 2014 | Johnny Gioeli | Neil Young with Crazy Horse 1979                                                                                                |                                                                                          |
| Hey Joe                         | Black Moon Pyramid                                                             | 1996 | Jeff Scott Soto | Billy Roberts - The Leaves 1965                                                                                                 | Japan                                                                                    |
| Holy Diver                      | The Ballads 4                                                                  | 2011 | Johnny Gioeli | Ronnie James Dio 1983 |                                                                                          |
| I Put A Spell On You            | Diamonds Unlocked II                                                           | 2021 | Johnny Gioeli | Screamin’ Jay Hawkins 1956 |                                                                                          |
| I See Fire                      | The Ballads V                                                                  | 2017 | Johnny Gioeli | Ed Sheeran 2013 |                                                                                          |
| In the Air Tonight              | Diamonds Unlocked                                                              | 2007 | Johnny Gioeli | Phil Collins 1981 |                                                                                          |
| July Morning                    | The Masquerade Ball                                                            | 2000 | Johnny Gioeli | David Byron, Kenneth William, David Hensley - Uriah Heep 1971                                                                   |                                                                                          |
| Lady of the Lake                | Diamonds Unlocked II                                                           | 2021 | Johnny Gioeli | Ritchie Blackmore, Ronnie James Dio - Rainbow 1978                                                                              |                                                                                          |
| Like a Child Again              | Diamonds Unlocked                                                              | 2007 | Johnny Gioel | Craig Adams, Mick Brown, Wayne Hussey - The Mission 1991                                                                        |                                                                                          |
| Long Live Rock ’N’ Roll         | Magic Moments - 25th Anniversary Special Show                                  | 2014 | Doogie White, Graham Bonnet | Ronald James Padavona, Richard Hugh Blackmore - Rainbow 1978                                                                    | Live, Bang Your Head Festival, Messegelände, Balingen, 11. Juli 2014                     |
| Love Gun                        | Diamonds Unlocked                                                              | 2006 | Johnny Gioeli | Paul Stanley - Kiss 1977 |                                                                                          |
| Love Gun (Live)                 | Live Over Europe                                                               | 2006 | Johnny Gioeli | Paul Stanley - Kiss 1977 | Live, Zeche Bochum 2006, DVD                                                             |
| Mistreated (Live)               | Made in Germany                                                                | 1995 | Jeff Scott Soto | Ritchie Blackmore, David Coverdale - Deep Purple 1974                                                                           | Live, Markthalle, Hamburg, 4. Februar 1995                                               |
| Mistreated (Live)               | Live On Fire - Tour 2012                                                       | 2012 | Johnny Gioeli | Ritchie Blackmore, David Coverdale - Deep Purple 1974                                                                           | Live, Köln, Essigfabrik, 18.12.2012                                                      |
| Mistreated (Live)               | Magic Moments - 25th Anniversary Special Show                                  | 2014 | Johnny Gioeli, Doogie White | Ritchie Blackmore, David Coverdale - Deep Purple 1974                                                                           | Live, Bang Your Head Festival, Messegelände, Balingen, 11. Juli 2014                     |
| Paint It Black                  | Diamonds Unlocked II                                                           | 2021 | Johnny Gioeli | Mick Jagger, Keith Richard - The Rolling Stones 1966                                                                            |                                                                                          |
| Purple Haze                     | The Wizard’s Chosen Few                                                        | 2000 | Johnny Gioeli | Jimi Hendrix - The Jimi Hendrix Experience 1967                                                                                 | Live/Medley                                                                              |
| Rock 'N' Roll Queen             | Diamonds Unlocked II                                                           | 2021 | Johnny Gioeli | Charlotte Cooper, Josh Morgan, William John Morgan - The Subways 2005                                                           |                                                                                          |
| Rock the Nation                 | Mystica                                                                        | 2006 | Johnny Gioeli | Ronnie Montrose - Montrose 1973                                                                                                 |                                                                                          |
| Room with a View                | Diamonds Unlocked II                                                           | 2021 | Johnny Gioeli | Tony Carey 1988 |                                                                                          |
| Sarah (You Take My Breath Away) | Diamonds Unlocked II                                                           | 2021 | Johnny Gioeli | Pete Spencer - Chris Norman 1987                                                                                                |                                                                                          |
| She’s a Lady                    | Diamonds Unlocked II                                                           | 2021 | Johnny Gioeli | Paul Anka - 1970 |                                                                                          |
| Since You Been Gone             | Magic Moments - 25th Anniversary Special Show                                  | 2014 | Doogie White, Michael Voss, Graham Bonnet                                                                                                | Russ Ballard 1976 | Live, Bang Your Head Festival, Messegelände, Balingen, 11. Juli 2014                     |
| Smoke on the Water              | Magic Moments - 25 th Anniversary Special Show                                 | 2014 | Doogie White, Jeff Scott Soto, John Lawton, Michael Voss, Peter Burtz, Rob Rock, Ronnie Atkins, Graham Bonnet, Johnny Gioeli, Tony Carey | Ritchie Blackmore, Ian Gillan, Roger Glover, Jon Lord, Ian Paice - Deep Purple 1972                                             | Live, Bang Your Head Festival, Messegelände, Balingen, 11. Juli 2014                     |
| Stargazer                       | Knights Live Knight Treasures (Live And More)                                  | 2002 | Johnny Gioeli | Ronald James Padavona, Richard Hugh Blackmore - Rainbow 1976                                                                    | Live, Zeche Bochum, 5.5.2002 / Medley, CD+DVD                                            |
| Still I’m Sad                   | The Wizard’s Chosen Few                                                        | 1999 | Johnny Gioeli | Paul Samwell-Smith, Jim McCarty - The Yardbirds 1967                                                                            | Holy Dio – A Tribute to the Voice of Metal: Ronnie James Dio (Erstveröffentlichung 1999) |
| Stone                           | Diamonds Unlocked                                                              | 2007 | Johnny Gioeli | Chris Rea 1985 |                                                                                          |
| Sympathy                        | Magic Moments - 25 th Anniversary Special Show                                 | 2014 | John Lawton | Kenneth William, David Hensley - Uriah Heep 1977                                                                                | Live, Bang Your Head Festival, Messegelände, Balingen, 11. Juli 2014                     |
| Tearin’ Out My Heart            | The Ballads 1                                                                  | 1993 | Jeff Scott Soto | Joseph Arthur Mark Linquito, Richard Hugh Blackmore, Roger David Glover - Rainbow 1982                                          |                                                                                          |
| The Temple of the King          | The Ballads 3                                                                  | 2004 | Johnny Gioeli | Ronald James Padavona, Richard Hugh Blackmore - Rainbow 1975                                                                    |                                                                                          |
| The Temple of the King (Live)   | Live Over Europe                                                               | 2005 | Johnny Gioeli | Ronald James Padavona, Richard Hugh Blackmore - Rainbow 1975                                                                    | Live, Z7 Pratteln - Switzerland 2005, DVD                                                |
| The Temple of the King (Live)   | Live Over Europe                                                               | 2007 | Johnny Gioeli | Ronald James Padavona, Richard Hugh Blackmore - Rainbow 1975                                                                    | „Rock Hard Festival“, Gelsenkirchen Amphitheater, Germany 27.5.2007, DVD                 |
| The Temple of the King (Live)   | The Crest [Deluxe Edition] One Night Live - Live At Rock Of Ages Festival 2009 | 2009 | Johnny Gioeli | Ronald James Padavona, Richard Hugh Blackmore - Rainbow 1975                                                                    | Live, Rock Of Ages Festival, 31.7.2009, CD+DVD                                           |
| The Temple of the King (Live)   | Circle Of The Oath                                                             | 2011 | Johnny Gioeli | Ronald James Padavona, Richard Hugh Blackmore - Rainbow 1975                                                                    | Live, Bang Your Head 2011                                                                |
| There’s Only One Way to Rock    | Diamonds Unlocked II                                                           | 2021 | Johnny Gioeli | Sammy Hagar 1981 |                                                                                          |
| Tush                            | Magic Moments - 25th Anniversary Special Show                                  | 2014 | John Lawton | Billy Gibbons, Joe Michael Hill, Frank Beard - ZZ Top 1975                                                                      | Live, Bang Your Head Festival, Messegelände, Balingen, 11. Juli 2014                     |
| Warrior                         | Between the Walls                                                              | 1994 | Jeff Scott Soto | Steve Costello, Mark Reale, Guy Speranza - Riot 1977                                                                            |                                                                                          |
| Warrior (Live)                  | Made In Germany (Live)                                                         | 1995 | Jeff Scott Soto | Steve Costello, Mark Reale, Guy Speranza - Riot 1977                                                                            | Live, Markthalle, Hamburg, 4. Februar 1995                                               |
| Warrior (Live)                  | Knights Live Knight Treasures (Live And More)                                  | 2002 | Johnny Gioeli | Steve Costello, Mark Reale, Guy Speranza - Riot 1977                                                                            | Live „Zeche“ Bochum, Germany 5.5.2002, CD+DVD                                            |
| Warrior (Live)                  | Magic Moments - 25th Anniversary Special Show                                  | 2014 | Jeff Scott Soto | Steve Costello, Mark Reale, Guy Speranza - Riot 1977                                                                            | Live „Bang Your Head!!!“ Festival, Balingen Germany, 11.7.2014                           |
| Warrior (Live)                  | XXX Anniversary Live                                                           | 2018 | Johnny Gioeli | Steve Costello, Mark Reale, Guy Speranza - Riot 1977                                                                            | Live „Knights Call Tour“ 0.10+11 2018, Bochum, Budapest, Langen, Leipzig, Memmingen      |
| Way to Mandalay                 | Into the Storm                                                                 | 2014 | Johnny Gioeli | Ritchie Blackmore, Candice Night - Blackmore’s Night 2003                                                                       |                                                                                          |
| When a Blind Man Cries          | Nasty Reputation                                                               | 1991 | Rob Rock | Ritchie Blackmore, Ian Gillan, Roger Glover, Jon Lord, Ian Paice - Deep Purple 1972                                             |                                                                                          |
| Whole Lotta Love                | Live on Fire - Circle of the Oath Tour 2012                                    | 2012 | Johnny Gioeli | John Bonham, John Paul Jones, Jimmy Page, Robert Plant, Willie Dixon - Led Zeppelin 1969                                        | Live, Essigfabrik, Köln, 18. Oktober 2012 / Medley                                       |
| Wishing Well                    | Between the Walls                                                              | 1994 | Jeff Scott Soto | Paul Bernard Rodgers, Simon Frederick St George Kirke, Tetsuo Yamauchi, Paul Francis Kossoff, John Douglas Bundrick - Free 1973 |                                                                                          |
| Won’t Get Fooled Again          | Diamonds Unlocked                                                              | 2007 | Johnny Gioeli | Pete Townshend - The Who 1971                                                                                                   |                                                                                          |

## Mit Steeler
| Titel                         | Album                                         | Jahr | Gesang      | Autor / Autoren                                                      | Anmerkungen                                                    |
| ----------------------------- | --------------------------------------------- | ---- | ----------- | -------------------------------------------------------------------- | -------------------------------------------------------------- |
| Bad to the Bone               | Undercover Animal                             | 1988 | Peter Burtz | Peter Burtz, Roland Hag, Tom Eder                                    |                                                                |
| Call Her Princess             | Steeler                                       | 1984 | Peter Burtz | Axel Rudi Pell                                                       |                                                                |
| Call Her Princess (Live)      | Magic Moments - 25th Anniversary Special Show | 2014 | Peter Burtz | Axel Rudi Pell                                                       | Live „Bang Your Head!!!“ Festival, Balingen Germany, 11.7.2014 |
| Chain Gang                    | Strike Back                                   | 1986 | Peter Burtz | Peter Burtz                                                          |                                                                |
| Chains Are Broken             | Steeler                                       | 1984 | Peter Burtz |                                                                      |                                                                |
| Criminal                      | Undercover Animal                             | 1988 | Peter Burtz | Axel Rudi Pell, Peter Burtz, Tom Eder                                |                                                                |
| Danger Comeback               | Strike Back                                   | 1986 | Peter Burtz | Peter Burtz                                                          |                                                                |
| Fallen Angel                  | Steeler                                       | 1984 | Peter Burtz |                                                                      |                                                                |
| Gonna Find Some Place in Hell | Steeler                                       | 1984 | Peter Burtz |                                                                      |                                                                |
| Hard Breaks                   | Undercover Animal                             | 1988 | Peter Burtz | Peter Burtz, Tom Eder                                                |                                                                |
| Heading for the End           | Rulin’ the Earth                              | 1985 | Peter Burtz | Peter Burtz, Tom Eder                                                |                                                                |
| Heavy Metal Century           | Steeler                                       | 1984 | Peter Burtz |                                                                      |                                                                |
| Hydrophobia                   | Steeler                                       | 1984 | Peter Burtz |                                                                      |                                                                |
| I’ll Be - Hunter or Hunted    | Steeler: Undercover Animal                    | 1988 | Peter Burtz | Axel Rudi Pell, Peter Burtz, Tom Eder                                |                                                                |
| Icecold                       | Steeler: Strike Back                          | 1986 | Peter Burtz | Peter Burtz                                                          |                                                                |
| Knock Me Out                  | Undercover Animal                             | 1988 | Peter Burtz | Axel Rudi Pell, Mandy Meyer, Peter Burtz, Roland Hag, Tom Eder       |                                                                |
| Let the Blood Run Red         | Steeler: Rulin’ the Earth                     | 1985 | Peter Burtz | Axel Rudi Pell, Peter Burtz, Tom Eder, Volker Krawczak, Jan Yildiral |                                                                |
| Long Way                      | Steeler                                       | 1984 | Peter Burtz |                                                                      |                                                                |
| Love for Sale                 | Steeler                                       | 1984 | Peter Burtz |                                                                      |                                                                |
| Maniac                        | Rulin’ the Earth                              | 1985 | Peter Burtz | Axel Rudi Pell, Peter Burtz, Tom Eder                                |                                                                |
| Messin’ Around with Fire      | Strike Back                                   | 1986 | Peter Burtz | Peter Burtz                                                          |                                                                |
| Money Doesn’t Count           | Strike Back                                   | 1986 | Peter Burtz | Ric Browde                                                           |                                                                |
| Night After Night             | Strike Back                                   | 1986 | Peter Burtz | Peter Burtz                                                          |                                                                |
| Night After Night (Live)      | Magic Moments - 25th Anniversary Special Show | 2014 | Peter Burtz | Peter Burtz                                                          | Live „Bang Your Head!!!“ Festival, Balingen Germany, 11.7.2014 |
| Rely on Rock                  | Undercover Animal                             | 1988 | Peter Burtz | Peter Burtz, Tom Eder                                                |                                                                |
| Rockin’ the City              | Strike Back                                   | 1986 | Peter Burtz | Peter Burtz                                                          |                                                                |
| Rockin’ the City (Live)       | Magic Moments - 25th Anniversary Special Show | 2014 | Peter Burtz | Peter Burtz                                                          | Live „Bang Your Head!!!“ Festival, Balingen Germany, 11.7.2014 |
| Ruling the Earth              | Rulin’ the Earth                              | 1985 | Peter Burtz | Axel Rudi Pell, Peter Burtz, Tom Eder                                |                                                                |
| Run with the Pack             | Rulin’ the Earth                              | 1985 | Peter Burtz | Axel Rudi Pell, Peter Burtz, Tom Eder, Volker Krawczak, Jan Yildira  |                                                                |
| S.F.M. 1                      | Rulin’ the Earth                              | 1985 | Peter Burtz | Axel Rudi Pell, Peter Burtz, Tom Eder, Volker Krawczak, Jan Yildiral |                                                                |
| Sent from the Evil            | Steeler                                       | 1984 | Peter Burtz |                                                                      |                                                                |
| Shadow in the Redlight        | Undercover Animal                             | 1988 | Peter Burtz | Axel Rudi Pell, Peter Burtz, Roland Hag, Tom Eder                    |                                                                |
| Shellshock                    | Rulin’ the Earth                              | 1985 | Peter Burtz | Axel Rudi Pell, Peter Burtz, Tom Eder, Volker Krawczak               |                                                                |
| Stand Tall                    | Undercover Animal                             | 1988 | Peter Burtz | Peter Burtz, Tommy Newton                                            |                                                                |
| Strike Back                   | Strike Back                                   | 1986 | Peter Burtz | Peter Burtz                                                          |                                                                |
| The Deeper the Night          | Undercover Animal                             | 1988 | Peter Burtz | Peter Burtz, Tom Eder                                                |                                                                |
| The Resolution                | Rulin’ the Earth                              | 1985 | Peter Burtz | Ralf Hubert                                                          |                                                                |
| Turning Wheels                | Rulin’ the Earth                              | 1985 | Peter Burtz | Axel Rudi Pell, Peter Burtz, Tom Eder                                |                                                                |
| Undercover Animal             | Undercover Animal                             | 1988 | Peter Burtz | Peter Burtz, Tom Eder                                                |                                                                |
| Undercover Animal (Live)      | Magic Moments - 25th Anniversary Special Show | 2014 | Peter Burtz | Peter Burtz, Tom Eder                                                | Live „Bang Your Head!!!“ Festival, Balingen Germany, 11.7.2014 |
| Waiting for a Star            | Strike Back                                   | 1986 | Peter Burtz | Peter Burtz                                                          |                                                                |

## Als Gast
| Titel                                              | Album                                                  | Jahr | Gesang                            | Autor / Autoren                                                              | Anmerkungen      |
| -------------------------------------------------- | ------------------------------------------------------ | ---- | --------------------------------- | ---------------------------------------------------------------------------- | ---------------- |
| Bier her                                           | Onkel Tom Angelripper: Ein schöner Tag                 | 1996 | Tom Angelripper                   | Traditional                                                                  | als Brett-Hacker |
| Caramba, Caracho, ein Whisky                       | Onkel Tom Angelripper: Ein schöner Tag                 | 1996 | Tom Angelripper                   | Robert Von Kleebsattel - Heino 1969                                          | als Brett-Hacker |
| Delirium                                           | Onkel Tom Angelripper: Ein schöner Tag                 | 1996 | Tom Angelripper                   | Tom Angelripper                                                              | als Brett-Hacker |
| Der Teufel hat den Schnaps gemacht                 | Onkel Tom Angelripper: Ein schöner Tag                 | 1996 | Tom Angelripper                   | Michael Kunze - Udo Jürgens 1973                                             | als Brett-Hacker |
| Die Musik hat Durst                                | Onkel Tom Angelripper: Ein schöner Tag                 | 1996 | Tom Angelripper                   | Traditional                                                                  | als Brett-Hacker |
| East Meets West                                    | Doro: 25 Years in Rock - and Still Going Strong        | 2010 | Doro Pesch feat. Chris Boltendahl | Doro Pesch, Joseph Baldassare                                                | Live             |
| Ein Prosit der Gemütlichkeit                       | Onkel Tom Angelripper : Ein schöner Tag                | 1996 | Tom Angelripper                   | Traditional                                                                  | als Brett-Hacker |
| Es gibt kein Bier auf Hawaii                       | Onkel Tom Angelripper: Ein schöner Tag                 | 1996 | Tom Angelripper                   | Josua Röchelein, Jean Rolle - Paul Kuhn 1963                                 | als Brett-Hacker |
| Es soll keiner sagen, wer trinkt, der ist schlecht | Onkel Tom Angelripper: Ein schöner Tag                 | 1996 | Tom Angelripper                   | Alfred Relten, Brigitte Weber, Johannes Holzmeister - Willy Millowitsch 1972 | als Brett-Hacker |
| In München steht ein Hofbräuhaus                   | Onkel Tom Angelripper : Ein schöner Tag                | 1996 | Tom Angelripper                   | Klaus S. Richter, Wiga Gabriel - Wilhelm Gabriel 1936                        | als Brett-Hacker |
| In My Life                                         | Secret Discovery: Truth, Faith, Love - Limited Edition | 2023 | Kai Hoffmann                      |                                                                              |                  |
| Jetzt trink’n ma noch a Flascherl Wein             | Onkel Tom Angelripper: Ein schöner Tag                 | 1996 | Tom Angelripper                   | Carl Lorens 1911                                                             | als Brett-Hacker |
| Jingle Bells                                       | X-Mas Project : X-Mas Project                          | 1986 | Torsten Bergmann                  | James Lord Pierpont - Edison Male Quartette 1898                             | als Axel         |
| Kreuzberger Nächte                                 | Onkel Tom Angelripper: Ein schöner Tag                 | 1996 | Tom Angelripper                   | Beppo Pohlmann - Gebrüder Blattschuss 1978                                   | als Brett-Hacker |
| Poppybar                                           | Onkel Tom Angelripper : Ein schöner Tag                | 1996 | Tom Angelripper                   | Tom Angelripper                                                              | als Brett-Hacker |
| Rise of the Animal                                 | Wolfpakk: Rise of the Animal                           | 2015 | Michael Kiske                     | Mark Sweeney, Michael Voss                                                   |                  |
| Schnaps, das war sein letztes Wort                 | Onkel Tom Angelripper : Ein schöner Tag                | 1996 | Tom Angelripper                   | Günther Schwenn, Heino Gaze - Willy Millowitsch 1960                         | als Brett-Hacker |
| Schon wieder eine Seele vorm Alkohol gerettet      | Onkel Tom Angelripper: Ein schöner Tag                 | 1996 | Tom Angelripper                   | Traditional                                                                  | als Brett-Hacker |
| Silent Night, Holy Night                           | X-Mas Project: X-Mas Project                           | 1986 |                                   | Hans Hoffman 1902                                                            | als Axel         |
| So ein Tag, so wunderschön wie heute               | Onkel Tom Angelripper: Ein schöner Tag                 | 1996 | Tom Angelripper                   | Walther Rothenburg, Lothar Olias - Lonny Kellner 1954                        | als Brett-Hacker |
| The Hour of Dawn                                   | Rob Rock: Eyes of Eternity                             | 2003 | Rob Rock                          | Rob Rock, Roy Z                                                              |                  |
| The Winner                                         | Roland Grapow: The Four Seasons of Life                | 1997 | Roland Grapow                     | Roland Grapow                                                                |                  |
| Trink, trink, Brüderlein trink                     | Onkel Tom Angelripper : Ein schöner Tag                | 1996 | Tom Angelripper                   | Wilhelm Lindemann 1927                                                       | als Brett-Hacker |
| When the Beer Goes Marching In                     | Onkel Tom Angelripper: Ein schöner Tag                 | 1996 | Instrumental                      | Traditional                                                                  | als Brett-Hacker |
| White Christmas                                    | X-Mas Project: X-Mas Project                           | 1986 |                                   | Irving Berlin                                                                | als Axel         |
| Winter Wonderland                                  | X-Mas Project : X-Mas Project                          | 1986 |                                   |                                                                              | als Axel         |
| Wir haben Hunger                                   | Onkel Tom Angelripper: Ein schöner Tag                 | 1996 | Tom Angelripper                   | Traditional                                                                  | als Brett-Hacker |
| Wir versaufen unser Oma ihr klein Häuschen         | Onkel Tom Angelripper: Ein schöner Tag                 | 1996 | Tom Angelripper                   | Robert Seidle 1923                                                           | als Brett-Hacker |